# Драконы навсегда
«Драконы навсегда» (другое название — «Дракон нагрянет внезапно») (кит. 飛龍猛將, англ. Dragons Forever) — гонконгский кинофильм 1988 года режиссёра Саммо Хуна с участием Джеки Чана, Саммо Хуна и Юань Бяо. Последний фильм, в котором снялись трое актёров вместе. Картина была номинирована на 8-й Гонконгской кинопремии в категории «Лучшая хореография».

## Сюжет
Владелица озера, мисс Ип, подаёт иск против местной химической фабрики за загрязнение воды в озере. Руководство завода нанимает адвоката, Джеки Луна, чтобы тот отыскал информацию, дискредитирующую владелицу озера. Джеки просит помощи у своего друга, торговца оружием Вона Фэйхуна, чтобы тот начал ухаживать за хозяйкой озера с целью убедить её урегулировать проблему во внесудебном порядке. Адвокат также включает в дело знакомого преступника Тун Таклиу, чтобы тот вёл наблюдение за квартирой мисс Ип. Фэйхун и Таклиу не знают об участии друг друга в этом деле, из-за чего между ними возникает недопонимание и драка, а Джеки пытается их усмирить.
Фэйхун влюбляется в мисс Ип, а Джеки начинает ухаживать за её кузиной, Вань Мэйлин (эколог, собравшаяся давать показания в суде в защиту Ип). Трое мужчин ненароком узнают, что химическое предприятие — прикрытие для наркомафии, во главе которой стоит Ва, а затем сталкиваются с его головорезами. В конечном счёте дело заканчивается разборкой на химзаводе с Ва и его подручным — мастером боевых искусств.

## В ролях
Ниже приведён список актёров, указанных в титрах.
Исполнители основных и второстепенных ролей:
- Джеки Чан — Джеки Лун
- Юань Бяо — Тун Такпиу
- Саммо Хун — Вон Фэйхун
- Дини Ип — мисс Ип
- Полин Ён[англ.] — Вань Мэйлин
- Рой Цяо[англ.] — судья
- Юнь Ва[англ.] — Ва Саммоу
- Билли Чау[англ.] — телохранитель Ва
- Лэй Катин — телохранитель Ва
- Филлип Ко — телохранитель Ва
- Дик Вэй — головорез в баре
- Лам Вай — головорез в баре
- Сам Вай — начальник Джеки
- Ву Фун[англ.] — адвокат
- Кон Лун — покупатель оружия
- Бенни Уркидес — боец на фабрике

Приглашённые звёзды:
- У Ма[англ.]
- Стэнли Фун[англ.] — психиатр
- Полин Вон — официантка из бара
- Вон Ю[англ.] — головорез на корабле
- Лау Кавин[англ.] — головорез на корабле
- Фун Хакъон — головорез на корабле
- Чун Фат[англ.] — головорез на корабле
- Тхай Поу — официант на корабле

Впервые на экране:
- Кристал Куок — ассистентка Джеки

## Съёмочная группа
- Компания: Golden Harvest, Bo Ho Films Company Limited
- Продюсеры: Рэймонд Чоу, Леонард Хо[англ.]
- Режиссёр: Саммо Хун
- Сценарист: Ситхоу Чёкхонь
- Исполнительный директор: Кори Юнь[англ.]
- Ассистенты режиссёра: Нг Минькхань, Рональд Чань, Александр Чань, Вань Фат, Фрут Чань[англ.]
- Постановка боевых сцен: Ассоциация каскадёров Саммо Хуна, Ассоциация каскадёров Джеки Чана
- Художники-постановщики: Хорас Ма, Оливер Вон
- Режиссёры монтажа: Кён Чхюньтак, Питер Чён
- Художники по гриму: Ло Лайкюнь, Пхунь Маньва
- Художник по костюмам: Куань Ютмин
- Операторы: Джимми Лён, Чён Иучоу
- Композиторы: Джеймс Вон Чим[англ.], Стивен Син

## Реакция

### Кассовые сборы
«Драконы навсегда» собрали HK$ 33 578 920 в кинотеатральном прокате Гонконга в период с 11 февраля по 17 марта 1988 года.

### Критика
| Рейтинги                | Рейтинги |
| Издание                 | Оценка   |
| ----------------------- | -------- |
| Internet Movie Database | [ 8 ]    |
| HKcinema.ru             | [ 9 ]    |
| easternkicks.com        | [ 10 ]   |
| Kung-fu Kingdom         | [ 11 ]   |
| Kung Fu Movie Guide     | [ 12 ]   |
| Silver Emulsion Reviews | [ 13 ]   |

Фильм собрал в целом положительную критику. Российский кинокритик Борис Хохлов пишет, что самое слабое звено фильма — его сюжет, но при этом критик хвалит боевые сцены, «злодеев» и операторскую работу. Филлип О’Коннор в заключении рецензии называет фильм солидным. Критик с ресурса Kung-fu Kingdom так описывает фильм: «хорошая сюжетная линия, замечательные персонажи, бешеные и жестокие трюки». Бен Джонсон называет картину настоящей магией и одним из самых приятных комедийных боевиков Гонконга. Рецензент с сайта Silver Emulsion Reviews также благосклонно отзывается о «Драконах навсегда». Положительное мнение выразил и Дэниел Оти, заявив, что «хорошие вещи [аспекты] перевешивают плохие, и здесь [в фильме] можно многим наслаждаться».